# Coupe Gilles-Rousseau
La Coupe Gilles-Rousseau, anciennement connue sous les noms de Coupe Evirum, Coupe Vertdure, Coupe Canam et de Coupe Futura, est un trophée de hockey sur glace. La Coupe est remise chaque année au vainqueur des séries éliminatoires dans la Ligue nord-américaine de hockey.

## Historique
Créée en 1993, par Créations Futura, la coupe Futura est remise pour la première fois en 1994 au vainqueur des séries dans la Ligue senior de la Mauricie, ligue semi-professionnelle. En 1995 et 1996, deux vainqueurs sont désignés chaque année, la coupe étant décernée dans deux ligues sœurs : la Ligue senior de la Mauricie et la Ligue de hockey provinciale senior majeur du Québec. En 1996, les deux ligues fusionnent et deviennent la Ligue de hockey semi-professionnelle du Québec, aujourd'hui connu sous le nom de Ligue nord-américaine de hockey.
Le 21 février 2011, la LNAH annonce une entente majeure avec le Groupe Canam de Saint-Georges-de-Beauce. À la suite de cette entente la Coupe Futura devient la Coupe Canam.
Pour la saison 2014-2015, la coupe change de nom et devient la coupe Vertdure du nom du propriétaire de l'Istothermic de Thetford Mines.
Pour la saison 2023-2024, la coupe change de nom et devient la Coupe Evirum du nom du commanditaire présentateur des séries éliminatoires.
Lors de la saison 2024-2025, la coupe est renonnée Coupe Gilles-Rousseau en l'honneur d'un bâtisseur du même nom qui a oeuvré plus de 20 ans au sein de la LNAH.

## Récipiendaires de la Coupe
| Saison    | Vainqueur                                        |
| --------- | ------------------------------------------------ |
| 1993-1994 | Loups de La Tuque                                |
| 1994-1995 | Nova de Nicolet (LSM) Dragons de Verdun (LHPSMQ) |
| 1995-1996 | Grand Portneuf de Pont-Rouge (LSM) -             |
| 1996-1997 | Blizzard de Saint-Gabriel                        |
| 1997-1998 | Rapides de Lachute                               |
| 1998-1999 | Blizzard de Joliette                             |
| 1999-2000 | Rapides de LaSalle                               |
| 2000-2001 | Mission de Joliette                              |
| 2001-2002 | Chiefs de Laval                                  |
| 2002-2003 | Chiefs de Laval                                  |
| 2003-2004 | Dragons de Verdun                                |
| 2004-2005 | Radio X de Québec                                |
| 2005-2006 | Saint-François de Sherbrooke                     |
| 2006-2007 | Summum-Chiefs de Saint-Jean-sur-Richelieu        |
| 2007-2008 | Caron et Guay de Trois-Rivières                  |
| 2008-2009 | Lois Jeans de Pont-Rouge                         |
| 2009-2010 | CRS Express de Saint-Georges                     |
| 2010-2011 | Saint-François de Sherbrooke                     |
| 2011-2012 | Isothermic de Thetford Mines                     |
| 2012-2013 | Marquis de Jonquière                             |
| 2013-2014 | Marquis de Jonquière                             |
| 2014-2015 | Isothermic de Thetford Mines                     |
| 2015-2016 | 3L de Rivière-du-Loup                            |
| 2016-2017 | Marquis de Jonquière                             |
| 2017-2018 | Éperviers de Sorel-Tracy                         |
| 2018-2019 | Éperviers de Sorel-Tracy                         |
| 2021-2022 | Assurancia de Thetford Mines                     |
| 2022-2023 | Cool FM 103,5 de Saint-Georges                   |
| 2023-2024 | Assurancia de Thetford Mines                     |
| 2024-2025 |                                                  |